# 麥朝樞
麥朝樞（1896年—1973年），字仲衡。廣東省台山人，國立北京大學畢業。

## 生平
1923年任廣州市立師範學校教授。1926年國民革命軍第四軍軍長李濟深推薦任政治部主任，9月離任後由廖乾五接任，同年10月中央黨部政治會議主席頒佈《湖北臨時政治會議條例》，湖北臨時政治會議任麥朝樞為秘書處處長，郭沫若為教育科長，劉感藻為民政科長，詹大悲為建設科長。1932年4月1日任上海市社會局局長，6月20日請辭。抗戰時在第四戰區任秘書長。1949年曾至香港，不久變回大陸。1973年逝世。